# Fiori di zucca (film)
Fiori di zucca è un film drammatico del 1989, diretto e sceneggiato da Stefano Pomilia, qui al suo esordio registico.
Il film è stato presentato nella sezione Orizzonti della 45ª Mostra internazionale d'arte cinematografica di Venezia.

## Trama
Tre ex compagni di scuola si ritrovano casualmente in una via di Roma, dove tempo addietro aveva avuto un incidente mortale un loro amico d'infanzia. I tre fanno il bilancio delle loro vite, di cui nessuno è soddisfatto: Sergio è ragazzo-padre di una piccola bimba di nome Lisa e non vuole saperne di sposarsi, nonostante venga continuamente scosso dalla madre Clelia a stabilizzare una relazione con una coetanea, Emanuela.
Pietro è un omosessuale tossicodipendente entrato anche in uno squallido giro di prostituzione; infine, Enzo è un fannullone che non si decide a crescere per assumersi le proprie responsabilità nei confronti della moglie Giulia, conosciuta durante il suo soggiorno in Brasile. Durante l'intimità, si scoprirà poi, che la consorte è una transessuale.
I tre, nonostante il clima per nulla consono all'occasione, decidono di organizzare una festa per il ritrovo dei loro ex compagni a casa di Enzo; purtroppo questo proposito si rivelerà un fiasco: i problemi personali dei tre e quelli causati da altri ospiti non fanno altro che peggiorare ulteriormente la situazione. Alla fine della festa, i tre si lasciano, ognuno con i propri problemi e per Enzo quest'esperienza si rivela addirittura un colpo di grazia per la sua vita sentimentale, in quanto sua moglie Giulia decide di lasciarlo definitivamente.